# Hendrik George de Perponcher Sedlnitsky
Hendrik George graaf de Perponcher Sedlnitsky (Den Haag, 19 mei 1771 - Dresden, 29 november 1856) was een Nederlands militair en diplomaat.
De Perponcher, lid van de familie De Perponcher Sedlnitsky, werd geboren als zoon van mr. Cornelis de Perponcher Sedlnitsky (1733-1776), heer van Ellewoutsdijk, Watervliet, Everdingen, Coudorpe en Driewegen, en Johanna Maria van Tuyll van Serooskerken. De jurist Cornelis de Perponcher was raadsheer aan het Hof van Holland. De protestants-hugenootse familie De Perponcher kwam oorspronkelijk uit de Périgord in Frankrijk, maar was tijdens de Tachtigjarige Oorlog naar de Nederlanden gekomen, en verscheidene Perponchers hadden onder prins Maurits en Frederik Hendrik gediend. De familie Sedlnitsky behoorde tot de Poolse adel.

## Militaire dienst
De Perponcher is zijn gehele leven militair geweest in dienst van verschillende legers, waaronder het Staatse leger (1788-1795), het Oostenrijkse leger (1796-1800), het Engelse leger (1800-1813) en uiteindelijk in het Nederlandse leger (1813-1842), tot aan zijn pensioen. In de periode 1792-1799 was De Perponcher toegevoegd als adjudant van prins Frederik (1774-1799).

### Staatse dienst
In 1788, op 17-jarige leeftijd, nam Hendrik dienst bij een regiment Waalse dragonders in Staatse (Nederlandse) dienst. Hij werd cadet (vaandrig) bij dit regiment, onder Van Bijlandt. In 1792 kreeg Hendrik het bevel over een compagnie bij de dragonders. Het jaar daarop koos prins Frederik hem als adjudant, een officier die allerlei opdrachten voor de prins moest uitvoeren, een aide de camp. In deze functie kwam hij ook in zijn eerste gevechten terecht toen de Fransen in 1793 en 1794 de Zuidelijke Nederlanden aanvielen, en later de Republiek der Zeven Provinciën. Tijdens de slag bij Werwick van 13 september 1793 wist hij de gewond geraakte prins Frederik uit de gevechtslinie te redden, evenzo als Karel van Nassau-Weilburg een dag later.
Een jaar later, in 1795, bleek wel dat de Staatse troepen de Fransen niet konden tegenhouden, en toen de Franse generaal Jean-Charles Pichegru met zijn troepen de Maas, Waal en Rijn overstak, die allemaal bevroren waren, vluchtte stadhouder Willem V met zijn familie naar Engeland. De Perponcher vluchtte ook naar Engeland, maar vertrok op 22 juli 1795 met de zoons van Willem V naar het zogeheten Rassemblement van Osnabrück, om vanuit Duitsland de strijd tegen de Fransen voort te zetten. De aldaar verzamelde officieren gingen echter zonder resultaat uiteen.

### Oostenrijkse dienst
Omdat zij echter door wilden blijven vechten tegen de Fransen, trad prins Frederik in maart 1796 als generaal in dienst van Oostenrijk. Hendrik de Perponcher ging met hem mee als zijn aide de camp, en maakte in Oostenrijkse dienst de veldtochten van 1796 en 1797 in Duitsland en Italië mee. Deze veldtochten verliepen heel slecht, omdat generaal Napoleon Bonaparte de leiding over de Franse troepen had overgenomen, en de ene overwinning na de andere boekte. Hendrik werd gewond tijdens het beleg van de vesting Kest. Na de dramatisch verlopen strijd in Italië werd in april 1798 een nieuwe aanvang gemaakt. De Perponcher werd tot ritmeester bevorderd. Op 6 april 1799 stierf echter prins Frederik te Padua en verloor hiermee De perponcher zijn functie als aide de camp. Enige tijd later werd hij nog bevorderd tot majoor. Na een oproep in juli 1799 van de erfprins aan voormalige officieren in Staatse dienst om zich te verzamelen in Lingen voor de bevrijding van Nederland, meldde hij zich, maar vanwege de relatief hoge rang ten opzichte van zijn leeftijd werd hij niet toegevoegd.

### Engelse dienst
De Perponcher nam als majoor dienst in het Engelse leger bij het regiment jagers van Löwenstein. Dit regiment was in Duitsland opgericht door de Oostenrijkse generaal, prins Karl von Löwenstein, werd betaald door Engeland en was als huurleger toegevoegd aan het Oostenrijkse leger. Met dit regiment maakte Hendrik de veldtocht van 1800 in Duitsland mee. In 1801 vertrok het regiment via Malta naar Egypte. Engeland nam het regiment weer terug van de Oostenrijkers, en deelde het in in het korps van de Engelse generaal Hutchinson. Dit korps moest de laatste overblijfselen van de Franse expeditiemacht, die in 1798 in Egypte was geland, verdrijven, en het gebied veiligstellen, zodat de Fransen niet via Egypte naar de Engelse kolonies in India konden doordringen. Hendrik maakte de veldslag bij Alexandrië mee op 22 augustus 1801 en werd daar wederom gewond. Na de veldtocht in Egypte maakte Hendrik een relatief rustige periode mee. Hij bleef bij het regiment Löwenstein tot januari 1804. Toen werd hij overgeplaatst als majoor bij het regiment Dillon. Dit was een regiment dat in 1795 was opgericht door een Ierse edelman, Edward Dillon, en het bestond oorspronkelijk uit een bonte mengeling van nationaliteiten, vooral Duitsers, Italianen en Fransen die in 1792 uit Frankrijk waren gevlucht, de zogenaamde 'Emigrés'. Het regiment vormde een deel van het garnizoen van het eiland Malta. In augustus van datzelfde jaar werd hij tot luitenant-kolonel bevorderd, en nam hij het commando van het regiment over.
Ook op Malta bleef het voor Hendrik vrij rustig. Dat veranderde in 1808. Het jaar daarvoor, in 1807, waren de Engelsen met een kleine troepenmacht in Portugal geland. De Portugese regering had de Engelsen om hulp gevraagd, omdat zij, tegen de bevelen van Napoleon in, handel met Engeland wilden blijven drijven. Napoleon had een leger gestuurd om Portugal te veroveren en de Portugezen hadden dus dringend hulp nodig. Het Engelse korps was echter bij lange na niet sterk genoeg om het alleen op te nemen tegen het leger van Napoleon. Dus probeerden de Engelsen nieuwe regimenten met Portugese soldaten op te richten. In de stad Oporto formeerden de Engelsen het 'Loyale Lusitanische Legioen', en zij stuurden vier hoge officieren om hierbij te helpen. Een van die vier was Hendrik de Perponcher, die kolonel werd bij dat regiment. Al heel snel werd duidelijk dat ook de andere Portugese regimenten wel wat steun van deskundige officieren konden gebruiken, en Hendrik werd tijdelijk commandant van het 13e Portugese regiment infanterie van linie.
Nog voor hij de troepen daadwerkelijk tijdens de komende veldtocht kon gaan leiden, werd hij alweer teruggeroepen naar Engeland. Hierdoor kwam hij niet, zoals zijn troepen van het Lusitanische Legioen, bij Talavera tegenover troepen van de Hollandse Brigade te staan, die in 1808 door koning Lodewijk Napoleon naar Spanje waren gestuurd. Hollandse troepen zou hij echter spoedig op zijn weg vinden. De reden waarom hij was teruggeroepen naar Engeland was namelijk de landing die de Engelsen voorbereidden, die op Walcheren in Zeeland moest gaan plaatsvinden. In juni 1809 werd Hendrik chef van de generale staf van een Engelse divisie onder leiding van de luitenant-generaal Lord Rosslyn. De landing op Walcheren verliep aanvankelijk goed. Middelburg werd snel ingenomen en na een korte, maar hevige belegering werd ook Vlissingen veroverd. Daarna werd het echter moeilijker voor de Engelsen. De Hollanders en Fransen hadden haastig langs de Schelde een aantal forten gebouwd en opgeknapt, en voerden constant versterkingen aan, zodat de Engelsen niet verder landinwaarts konden doordringen. Door de Zeeuwse koorts werden meer en meer Engelse soldaten geveld, zodat ze uiteindelijk de aftocht moesten blazen.

### Nederlandse dienst
Na deze Engelse miskleun trok het leger zich terug in Engeland en bleef hij in Engelse dienst tot na de slag bij Leipzig (16-19 oktober 1813), waarna hij ontslag nam en naar Den Haag vertrok om als militair adviseur van Van Hogendorp te dienen. Samen met Jacob Fagel vertrok hij op 19 november 1813 naar Londen, waar ze op 21 november aankwamen. Ze hadden een uitnodigingsbrief van Van Hogendorp bij zich, die de erfprins als soeverein uitnodigde om het bestuur van de Nederlanden op zich te nemen. Omdat de Fransen toen al op de terugtocht naar hun vaderland waren, keerden de Oranjes terug naar Nederland en nam Willem I als Soeverein Vorst de regering van de Nederlanden over van het Driemanschap. Hendrik de Perponcher werd bevorderd tot kolonel en toegevoegd als adjudant van Willem I. Al op 17 maart 1814 werd hij bevorderd tot generaal-majoor, en op 21 april 1815 werd hij luitenant-generaal. In die rang commandeerde hij de 2e Nederlandse divisie bij Quatre-Bras en Waterloo. In mei 1849 werd hij bevorderd tot generaal der infanterie.

## Diplomatieke dienst
De Perponcher trad in augustus 1814 in diplomatieke dienst. Hij werd benoemd tot gevolmachtigd minister in Pruisen, aan het hof van de koning van Pruisen. Deze functie bekleedde hij tot 1842, waarna hij met pensioen ging. Deze functie werd slechts tijdelijk onderbroken om Napoleon te verslaan.

## Persoonlijk
Hendrik de Perponcher trouwde op 2 oktober 1816 met Wilhelmina Frederika Adelaide van Reede (1792-1861) en samen kregen ze drie zoons en een dochter. De drie zoons waren militair in Pruisische dienst en werden in 1853 erkend in de Pruisische adel, met uitbreiding van de titel van graaf op allen. De Perponcher overleed in Dresden in 1856 op 85-jarige leeftijd.
Op 14 juni 1822 werd De Perponcher ingelijfd in de Nederlandse adel, met de titel van baron bij eerstgeboorte. Op 18 april 1825 werd hem de titel van graaf bij eerstgeboorte verleend. Hij was de vader van drie zoons waaronder Wilhelm von Perponcher-Sedlnitzky.
Bij de eerste uitreiking op 8 juli 1815 werd De Perponcher benoemd tot commandeur in de Militaire Willems-Orde. Op 16 juni 1817 werd hij naar aanleiding van zijn optreden bij de Slag bij Quatre-Bras (1815) benoemd tot ridder 1e klasse van de Pruisische Orde van de Rode Adelaar. In april 1849 kreeg hij het grootkruis in de Orde van de Eikenkroon van koning Willem II.
Hendrik was niet de enige hooggeplaatste militair in de familie. Zijn jongere broer Willem Karel de Perponcher (1775-1857) was in 1796 in dienst getreden bij het Pruisische leger als cadet bij het Garde du Corps, de lijfwacht van de Pruisische koning.

## Onderscheidingen
- Commandeur in de Militaire Willems-Orde op 8 juli 1815[3][1]
- Grootkruis in de Orde van de Eikenkroon in april 1849[1]
- Grootkruis in de Orde van de Nederlandse Leeuw in 1825[4][1]

### Trivia
In Den Haag is de De Perponcherstraat naar hem vernoemd. De straat ligt in het Regentessekwartier, de naam werd in 1885 door de gemeente goedgekeurd.
- Biografisch Portaal: 29085404
- Digitale Bibliotheek voor de Nederlandse Letteren: perp010
- Gemeinsame Normdatei: 1069937460
- International Standard Name Identifier: 0000 0000 1054 6833
- Nederlandse Thesaurus van Auteursnamen: 070065802
- Virtual International Authority File: 69714033
- WorldCat: E39PBJhxjfbWXXVmvD3pr8qmh3